# Man in Motion
Man in Motion è il quinto album in studio del gruppo musicale statunitense Night Ranger, pubblicato nel settembre 1988 dalla MCA Records.

## Tracce
1. Man in Motion – 4:26 (Jack Blades, Brad Gillis)
2. Reason to Be – 4:10 (Blades, Kelly Keagy)
3. Don't Start Thinking (I'm Alone Tonight) – 4:42 (Blades, Keagy, Alan Fitzgerald)
4. Love Shot Me Down – 4:04 (Blades)
5. Restless Kind – 4:40 (Blades, Keagy)
6. Halfway to the Sun – 5:18 (Blades)
7. Here She Comes Again – 4:20 (Blades, Michael Bolton, Martin Briley, Bob Halligan Jr.)
8. Right on You – 4:12 (Blades, Keagy)
9. Kiss Me Where It Hurts – 4:33 (Blades, Gillis)
10. I Did It for Love – 4:46 (Russ Ballard)
11. Woman in Love – 4:41 (Blades)

## Singoli
- I Did It for Love (1988)
- Restless Kind (1988)
- Don't Start Thinking (I'm Alone Tonight) (1989)
- Reason to Be (1989)

## Formazione
- Jack Blades – voce, basso
- Jeff Watson – chitarra
- Brad Gillis – chitarra
- Jesse Bradman – tastiere
- Kelly Keagy – batteria, voce

Altri musicisti
- Alan Pasqua – tastiere
- John Purdell – tastiere
- Eric Persing – tastiere
- Claude Gaudette – tastiere
- Joyce Imbesi – tastiere